# Featheroides yunnanensis
Featheroides yunnanensis là một loài nhện trong họ Salticidae.
Loài này thuộc chi Featheroides. Featheroides yunnanensis được Peng et al miêu tả năm 1994..